# بيبي غريللو

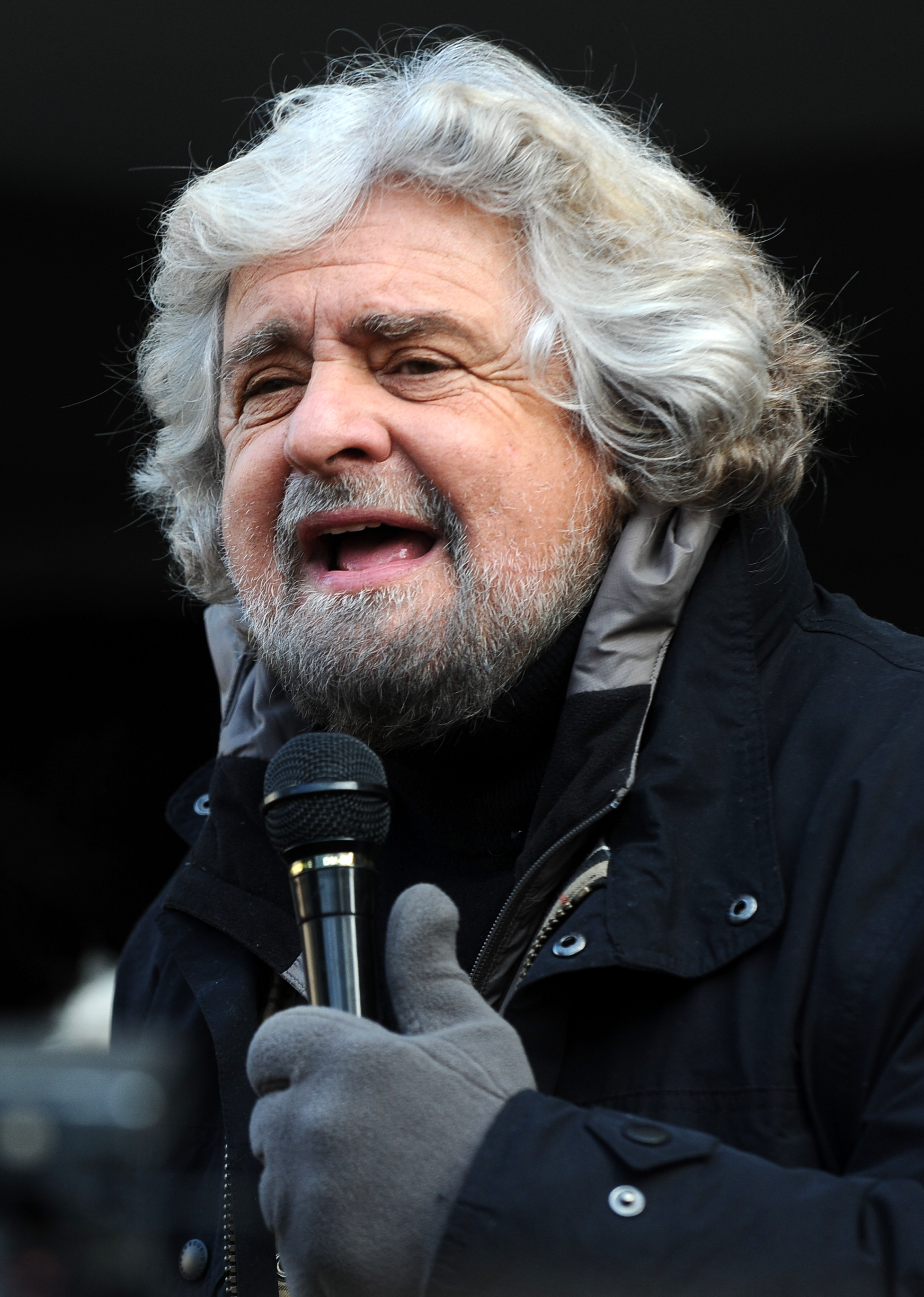
Beppe Grillo

جوزيبي بييرو غريللو والمعروف باسم بيبي غريللو (بالإيطالية: Giuseppe Piero "Beppe" Grillo، ولد 21 يوليو 1948)، هو ممثل وكوميدي ومدون وناشط سياسي إيطالي. أصبح ناشطًا سياسيًا منذ 2009 عندما أسس حركة خمس نجوم، لكنه لا يشغل أي منصب عام. عمل غريللو ممثلًا في شاشات السينما والتلفزيون، وفي مدونته التي تصدر باللغات الإنجليزية والإيطالية واليابانية يتحدث عن الطاقة البديلة والعولمة والتقنية، وهذه المدونة من بين الأكثر شعبية في إيطاليا ووتلقى مقالاته فيها ما يصل إلى آلاف التعليقات.

## روابط خارجية
- بيبي غريللو على موقع IMDb (الإنجليزية)
- بيبي غريللو على موقع الموسوعة البريطانية (الإنجليزية)
- بيبي غريللو على موقع مونزينجر (الألمانية)
- بيبي غريللو على موقع ألو سيني (الفرنسية)
- بيبي غريللو على موقع ميوزك برينز (الإنجليزية)
- بيبي غريللو على موقع أول موفي (الإنجليزية)
- بيبي غريللو على موقع ديسكوغز (الإنجليزية)
- بيبي غريللو على موقع قاعدة بيانات الفيلم (الإنجليزية)
- بيبي غريللو على موقع كينوبويسك (الروسية)